# Jenatzy-Martini
Jenatzy-Martini war ein belgischer Hersteller von Automobilen.

## Unternehmensgeschichte
Camille Jenatzy aus Brüssel und der Waffenhersteller Martini  aus Lüttich (eine Filiale von Martini aus der Schweiz) vereinbarten 1902 eine Zusammenarbeit zur Produktion von Automobilen. 1903 endete die Produktion.

## Fahrzeuge
Das Unternehmen stellte die Modelle 12/15 CV und 20/28 CV her. Beide Modelle hatten einen Vierzylindermotor und waren benzin-elektrisch angetrieben.